# Fabio Grassadonia
Fabio Grassadonia (Palermo, 8 de junio de 1968) es un director de cine italiano.

## Biografía
Su primer largometraje, "Salvo", fue coescrito y codirigido con Antonio Piazza y presentado en el Festival de Cannes en 2013, ganando los dos premios de la Semaine de la Critique: Grand Prix y Prix Révélation. La película se distribuyó en una veintena de países de todo el mundo, incluido Estados Unidos, y se proyectó en numerosos y prestigiosos festivales de cine. En Italia ganó el Nastro d'Argento a la Mejor Fotografía, el Globo d'Oro a la Mejor Actriz y 4 nominaciones al David di Donatello y al Nastri d'Argento.
En 2010 Fabio Grassadonia coescribió y dirigió con Antonio Piazza el cortometraje "Rita", que supuso su debut como directores y que a día de hoy representa uno de los cortometrajes italianos de mayor éxito de los últimos años. La película se presentó en más de cien festivales internacionales y obtuvo más de cuarenta premios. En 2004 Fabio Grassadonia y Antonio Piazza escribieron una comedia musical para Fandango "Ogni volta che te ne vai", ambientada en los salones de baile de Romaña.

## Filmografía

### Cortometrajes
- Rita (2009)

### Largometrajes
- Salvo (2013)
- Luna: Una fábula siciliana (2017)